# Animaniacs (компьютерная игра)
Animaniacs — компьютерная игра в жанре платформер, разработанная Konami и основанная на одноимённом мультсериале. Версии игры для разных платформ сюжетно и геймплейно значительно отличаются между собой. Версии для SNES и Sega Genesis вышли в 1994 году, а версия для Game Boy — в 1995 году.

## Сюжет
В версии Genesis братья и сестра Якко, Вакко и Дот Уорнеры решают открыть магазин хип-поп-культуры, чтобы стать ближе к своим любимым кинозвёздам. С этой целью они путешествуют по различным съёмочным площадкам студии Warner Bros., чтобы собрать памятные вещи из фильмов для продажи. Однако после сбора всех вещей Пинки и Брейн пытаются украсть их для реализации своих планов мирового господства.
В версии SNES у Брейна появляется очередной план захвата мира, для этого ему необходимо похитить сценарий нового фильма Warner Bros. Студия просит братьев и сестру Уорнер восстановить все 24 страницы сценария и сорвать планы Брейна. Концовка игры зависит от количества собранных страниц сценария. Если игрок собрал все страницы, то студия завершит съёмки фильма, который, как выясняется был о персонажах игры.

## Отзывы критиков
GamePro отметил, что игра успешно привлекает целевую аудиторию мультсериала до подросткового возраста. Журнал раскритиковал ограниченную музыку и отсутствие голосов героев, однако похвалил мультяшную детализированную графику и дизайн уровней, который требует от игрока постоянного задействования всех трёх персонажей. Версию для SNES журнал оценил отрицательно, сославшись на чрезмерно упрощённый и разочаровывающий игровой процесс. Графика же была отмечена положительно за большие красочные спрайты и фоновые отсылки к мультсериалу. Версия для Game Boy была раскритикована журналом из-за медлительных персонажей и игровой процесс, из плюсов были отмечены графика и аудио.
Super Play негативно оценил версию для SNES, дав ей всего 28 %. Digital Press поставила версии Genesis 8 баллов из 10. Next Generation поставила версии для Genesis 3 звезды из 5, написав: «Здесь нет передовых инноваций, но то, что здесь есть, доставляет массу удовольствия». В 1995 году журнал Total! поставил Animaniacs на 94 место в списке 100 лучших игр для SNES, назвав игру изобретательной и забавной.